# Josef Klingler (anatom)
Josef Klingler (ur. 1888 w Bazylei, zm. 1963) – szwajcarski anatom, zajmujący się głównie anatomią ludzkiego mózgowia, twórca techniki preparowania szlaków istoty białej.
Ukończył szkoły w Einsiedeln i Schwyz, następnie podjął studia medyczne na Uniwersytecie we Fryburgu i Uniwersytecie Bazylejskim. Studiował przypuszczalnie między 1925 a 1929 rokiem, studiów nie ukończył. W 1929 z polecenia Eugena Ludwiga, dyrektora Instytutu Anatomicznego przy Uniwersytecie w Bazylei, został mianowany technikiem laboratoryjnym (preparatorem). Na stanowisku tym pozostał do 1956 roku. W 1946 roku otrzymał tytuł doktora honoris causa wydziału medycznego Uniwersytetu w Bazylei. Po przejściu na emeryturę wykładał na Uniwersytecie w Montrealu i na Uniwersytecie Harvarda.

## Wybrane prace
- Atlas cerebri humani: Der innere Bau des Gehirns. S. Karger, 1956